# 무로쓰

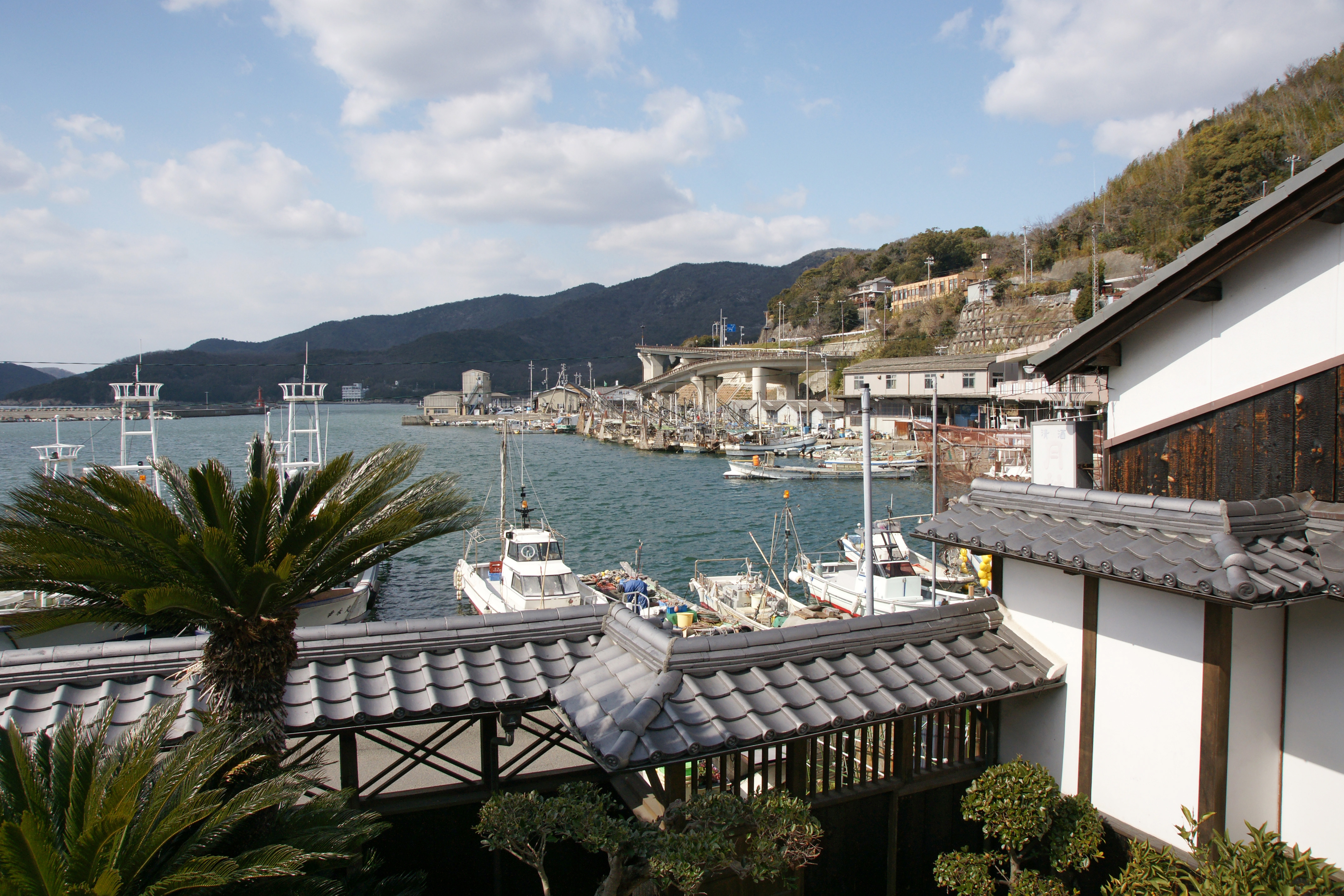
우미에키칸에서 무로쓰항을 바라본다

무로쓰(室津)는 효고현 다쓰노시의 조초이다. 하리마나다와 마주보는 항구도시 ・항구・어항(제2종 어항)이다. 항구도시로서 약 1300년의 역사를 가지고 있으며, 나라 시대에 행기(行基)에 의해 5개의 항구가 정비되었고, 에도시대에는 번영을 누리며 역참도시로서도 번영을 누렸다. 많은 문호, 문인 묵객을 매료시켜 다케히사 유메지, 이하라 니시크루, 다니자키 준이치로, 시마 료타로, 쓰게 요시하루, 히라이와 유미에 등이 찾아와 작품에 그렸다.